# Грант (Минесота)
Грант (енгл. Grant) град је у америчкој савезној држави Минесота.

## Демографија
По попису из 2010. године број становника је 4.096, што је 70 (1,7%) становника више него 2000. године.
| Група             | 2000.         | 2010.         |
| Белци             | 3.921 (97,4%) | 3.901 (95,2%) |
| Афроамериканци    | 6 (0,1%)      | 8 (0,2%)      |
| Азијати           | 36 (0,9%)     | 75 (1,8%)     |
| Хиспаноамериканци | 48 (1,2%)     | 74 (1,8%)     |
| Укупно            | 4.026         | 4.096         |